# Кременецький район (1940—2020)
Кремене́цький райо́н — колишня адміністративно-територіальна одиниця Тернопільської області України. Площа — 918 км². Районний центр — місто Кременець (до складу району не входив). Утворений у січні 1940. Населення — 47 тис. осіб (2017): з них 96,7 % — українці, 2,6 % — росіяни, 0,3 % — поляки.

## Адміністративний поділ
У районі м. Почаїв та 68 сіл.

## Географія
Територія району — в зоні західного лісостепу Волинсько-Подільського плато. Межував на півдні, південному сході зі Збаразьким та Лановецьким, сході — Шумським районами Тернопільської області, заході — Бродівським районом Львівської області, півночі — Дубенським та Радивилівським районами Рівненської області.
Дороги з твердим покриттям — 166,3 км, ґрунтові — 26 км.
За рельєфом Кременецький район ділиться на північну частину (Мале Полісся) та південну частину (Холодне Полісся), що лежать у межах Волино-Подільської височини. Мале Полісся, або Кременецький кряж займає 15 % площі району й характеризується плоским одноманітним рельєфом, ерозійних процесів не спостерігають. Холодне Полісся охоплює 85 % площі району. Тут — складні форми рельєфу, під дією атмосферних опадів, особливо зливових дощів, талих вод, відбуваються ерозійні процеси — як площинні, так і глибинні.
Корисні копалини: буре вугілля, вапняки, торф, крейда, мергелі, фосфорити, пісок, глина.
Ліси займають понад 12 тис. га: переважно граб, ясен, в'яз, липа, дуб, осика, верба, бук, сосна.
Кременецькі гори (бл. 20 тис. га) — північний карниз Волино-Подільської височини. Уцілілі ділянки плато, що мають вигляд з'єднаних між собою окремих підвищень, утворюють вододіл рік.
Найбільші річки — Іква, Горинь.
Ґрунтовий покрив району складний, утворений із різних генетичних груп. Переважають темно-сірі опідзолені (багатогумусні) ґрунти. На Малому Поліссі переважає малогумусовий чорнозем на карбонатній основі.

## Історія
Археологічні дослідження свідчать, що територія району була заселена у період пізнього палеоліту (приблизно 31 тис. р. тому). Знайдені пам'ятки пізнього палеоліту, залишки поселень бронзової доби і доби раннього заліза, поселень черняхівської культури, городищ часів Київської Русі.
У 12 ст. Кременеччина увійшла до Галицько-Волинського князівства, від 1360-х — до Великого князівства Литовського, від 1569 — до Речі Посполитої. Наприкінці 16 ст. через Кременеччину походом на Білорусь пройшли повстанські загони Северина Наливайка. Антифеодальний рух розгорнувся на території району під час Національно-визвольної війни (1648-57) під проводом Б. Хмельницького.
1734 ряд населених пунктів захопив гайдамацький загін Верлана. Від 1795 Кременецький повіт належав до Волинського намісництва Росії. На початку 1918 повіт окупували війська кайзерів Німеччини, у листопаді 1918 увійшли загони Армії УНР, на поч. 1919 — війська Польщі, в червні того ж року — ЧА, в липні почергово — Польщі та ЧА.
1920 відбувся бій між кіннотою Г. Котовського та білополяками під с. Горинка. За Ризьким мирним договором 1921 землі Кременеччини відійшли до Польщі. 1929 тут відбувся страйк сільськогосподарських робітників. У вересні 1939 Кременеччина ввійшла до УРСР. Липень 1941 — березень 1944 — німецько-нацистська окупація. 1943 — діяли партизанські з'єднання Сидора Ковпака та О. Федорова.
25 травня 2014 року відбулися Президентські вибори України. У межах Кременецького району було створено 75 виборчих дільниць. Явка на виборах складала — 72,09 % (проголосували 38 000 із 52 715 виборців). Найбільшу кількість голосів отримав Петро Порошенко — 61,73 % (23 458 виборців); Юлія Тимошенко — 13,48 % (5 124 виборців), Олег Ляшко — 10,42 % (3 958 виборців), Анатолій Гриценко — 6,23 % (2 369 виборців). Решта кандидатів набрали меншу кількість голосів. Кількість недійсних або зіпсованих бюлетенів — 1,31 %.

### Епідемія коронавірусу
23 березня 2020 року захворіла група молдавських туристів, що повернулася з Почаївської лаври, вірус було виявлено у 8 паломників. Представники лаври заперечили таку інформацію, назвавши «фейком».
3 квітня 2020 року зачинили на ізоляцію Почаївську лікарню, оскільки в 4 медсестер виявили вірус. Двоє медиків залишилися вдома, двоє — у лікарні. Стан їхній задовільний, у них легкі симптоми. Це єдина лікарня в місті, яка мала лікувати хворих на коронавірус. У лікарні було всього 4 місця, де планували лікувати інфікованих, два з них зайняли інфіковані медики. З двох апаратів ШВЛ працює лише один. Допомагати медикам прийшли волонтери, які закупили необхідні речі.

## Економіка
Нині основні галузі виробничо-господарського комплексу:
- машинобудування і металообробна — ВАТ «Кремзвент», ЗАТ «Кременецький завод порошкової металургії»;
- деревообробна — ВАТ «Кременчанка», держлісгосп;
- промисловість будівельних матеріалів — ВАТ «Крейдяний завод»;
- легка промисловість — ВАТ «Фабрика Ватин», ТзОВ «Іква» та ТзОВ «Пластик» (обидва - м. Почаїв);
- харчова — ЗАТ «Кременець-цукор», ЗАТ «Молоко», Кременецький хлібозавод, Кременецький комбінат хлібопродуктів.

Площа сільськогосподарських угідь — 32,8 тис. га, в тому числі ріллі 27,1 тис. га. Виробники сільськогосподарської продукції — 45 господарств різних форм власності.
Спеціалізація:
- рослинництво — зернові,
- цукрові буряки, кормові культури
- тваринництво.

Основні господарства: СТОВ-«Гарт», «Гомін», «Ранок», СВЗМП «Крижі».

## Медицина
Діє Кременецька центральна районна клінічна лікарня.

## Транспорт
Територією району проходить автошлях E85.

## Населення
Розподіл населення за віком та статтю (2001)
| Стать | Всього | До 15 років | 15-24 | 25-44 | 45-64 | 65-85 | Понад 85 |
| --- | ------ | ----------- | ----- | ----- | ----- | ----- | -------- |
| Чоловіки | 34 104 | 7171        | 5805  | 9861  | 6955  | 4113  | 199      |
| Жінки | 39 075 | 6950        | 5942  | 9548  | 8297  | 7804  | 534      |
| \| Статево-вікова піраміда \| Статево-вікова піраміда \| Статево-вікова піраміда \| \| ----------------------- \| ----------------------- \| ----------------------- \| \| Чоловіки \| Вік \| Жінки \| \| 199 \| 85 + \| 534 \| \| 355 \| 80-84 \| 949 \| \| 801 \| 75-79 \| 1989 \| \| 1458 \| 70-74 \| 2516 \| \| 1499 \| 65-69 \| 2350 \| \| 1722 \| 60-64 \| 2362 \| \| 1314 \| 55-59 \| 1669 \| \| 1906 \| 50-54 \| 2156 \| \| 2013 \| 45-49 \| 2110 \| \| 2687 \| 40-44 \| 2696 \| \| 2343 \| 35-39 \| 2391 \| \| 2374 \| 30-34 \| 2151 \| \| 2457 \| 25-29 \| 2310 \| \| 2539 \| 20-24 \| 2456 \| \| 3266 \| 15-20 \| 3486 \| \| 2793 \| 10-14 \| 2611 \| \| 2391 \| 5-9 \| 2427 \| \| 1987 \| 0-4 \| 1912 \| |        |             |       |       |       |       |          |
| Статево-вікова піраміда |        |             |       |       |       |       |          |
| Чоловіки | Вік    | Жінки       |       |       |       |       |          |
| 199 | 85 +   | 534         |       |       |       |       |          |
| 355 | 80-84  | 949         |       |       |       |       |          |
| 801 | 75-79  | 1989        |       |       |       |       |          |
| 1458 | 70-74  | 2516        |       |       |       |       |          |
| 1499 | 65-69  | 2350        |       |       |       |       |          |
| 1722 | 60-64  | 2362        |       |       |       |       |          |
| 1314 | 55-59  | 1669        |       |       |       |       |          |
| 1906 | 50-54  | 2156        |       |       |       |       |          |
| 2013 | 45-49  | 2110        |       |       |       |       |          |
| 2687 | 40-44  | 2696        |       |       |       |       |          |
| 2343 | 35-39  | 2391        |       |       |       |       |          |
| 2374 | 30-34  | 2151        |       |       |       |       |          |
| 2457 | 25-29  | 2310        |       |       |       |       |          |
| 2539 | 20-24  | 2456        |       |       |       |       |          |
| 3266 | 15-20  | 3486        |       |       |       |       |          |
| 2793 | 10-14  | 2611        |       |       |       |       |          |
| 2391 | 5-9    | 2427        |       |       |       |       |          |
| 1987 | 0-4    | 1912        |       |       |       |       |          |

## Освіта, соціальна сфера
У районі діють: обласна гуманітарно-педагогічна академія імені Тараса Шевченка, медичне училище ім. А. Річинського, ліцей, гімназія, 2 ПТУ (всі — Кременець), лісотехнічний коледж (с. Білокриниця), 52 загальноосвітні школи.
Функціонують 12 будинків культури, 37 сільських клубів, 6 музеїв, 58 бібліотек, 2 школи мистецтв.
Є 21 пам'ятка історії та культури, 20 аматор. колективів мають звання «народний».
Від 2001 діє Кременецько-Почаївський державний історико-архітектурний заповідник.
Мед. заклади: 4 лікарні, 2 поліклініки, 48 ФАП.
Спортивна база району: 2 стадіони, 26 футбольних полів, 29 спортивних залів, 72 спортивні секції. Санна траса — єдина в Україні, база гірськолижного спорту — друга за значенням після Ворохти (Карпати). На її базі працює ДЮСШ «Колос».

## Засоби масової інформації
- Кременецький вісник — колишня громадсько-політична газета Кременеччини. Виходила від 1941 до 1944 року та 13 вересня 1999 до 2009[7] року. Редактор Б. Свіргун (1999—2009).[8][9]

## Релігія
Зареєстровано: 7 конфесій, 60 церков, 88 релігійних громад.

### Список усіх дерев'яних храмів
| Назва населеного пункту | Патрон церкви                        | РІк побудови церкви |
| ----------------------- | ------------------------------------ | ------------------- |
| Башуки                  | Дзвіниця Михайлівської церкви        | XVIII ст.           |
| Борщівка                | Різдва Пресвятої Богородиці          | 1753                |
| Двірець                 | святого Архістратига Михаїла         | 1931                |
| Дунаїв                  | Великомученика Димитрія              | 1879                |
| Комарівка               | Вознесіння Господнього               | 1789                |
| Крутнів                 | Пресвятої Богородиці                 | 1770                |
| Кушлин                  | Покрови Божої Матері                 | 1926                |
| Ридомиль                | святої Параскеви                     | 1730                |
| Рудка                   | Косми                                | 1847                |
| Старий Олексинець       | апостола Андрія Первозванного        | 1938                |
| Старий Почаїв           | Покрови Божої Матері                 | 1643                |
| Старий Тараж            | Введення в храм Пречистої Діви Марії | 1938                |
| Новий Олексинець        | Воздвиження Чесного Хреста           | 1846                |
| Устечко                 | Святого Михаїла                      | 1862                |
| Хотівка                 | Успіння Пресвятої Богородиці         | 1764                |
| Хотовиця                | Кузьми і Дем'яна                     | XIX століття        |
| Кременець               | Собор Святого Миколая                |                     |

## Відомі люди

### Народилися
- письменники Юліуш Словацький, Ю. Вавровий, С. Даушков, М. Кремінярівська, Н. Панчук, І. Потій, М. Куза;
- художники Д. Вонсик, І. Лазарчук, І. Хворостецький, О. та С. Шатківські;
- різьбяр П. Колесник;
- вчений-бібліограф М. Бойко;
- науковці І. Вихованець, В. Вольський, І. Герус-Тарнавецька, О. Качан, О. Неприцький-Грановський;
- громадський діяч С. Данилюк;
- архітектори Б. Бойко, В. Олексюк,
- Свідерський Микола Олексійович — член Української Центральної Ради.
- музичний діяч В. Валігура та ін.

### Померли
- Климишин Іван (Крук) (псевдо: Крук) (1918 — 7 травня 1944, Лопушненський ліс, район с. Лопушне, Кременецький район, (можливо с. Лопушне, Лановецький район), Тернопільська область) — організатор перших збройних відділів УПА, командир куреня.

### Перебували
- письменники Тарас Шевченко, В. Даль, Н. Дурова;
- живописець М. Пимоненко;
- учений М. Пржевальський;

### Відвідували
- письменники М. Бажан, Оноре де Бальзак, Я. Івашкевич, Л. Костенко, М. Костомаров, Р. Лубківський, Д. Павличко, Олена Пчілка, Леся Українка, П. Тичина,
- релігійний діяч Ф. Прокопович та ін.